# Egipatska rukometna reprezentacija
Egipatska rukometna reprezentacija predstavlja državu Egipat u športu rukometu.
Krovna organizacija:

## Poznati igrači

### Igrači na svjetskom prvenstvu 2019.
Popis igrača za svjetsko prvenstvu 2019.: Karim Abdelrahim, Abdelrahman Abdou, Eslam Eissa, Ahmed El-Ahmar, Yehia El-Deraa, Ibrahim El-Masry (rukometaš), Mohamed El-Tayar, Omar El-Wakil, Omar Hagag, Karim Handawy, Mahmoud Hassaballa, Ahmed Khairy (rukometaš), Mohamed Maher, Mohamed Mamdouh (rukometaš), Wisam Nawar, Yahia Omar, Akram Saad, Mohamed Sanad (rukometaš), Ali Zein.

## Poznati treneri
- Velimir Kljaić

## Nastupi naAP
- prvaci: 2020., 2016., 2008., 2004., 2000., 1992., 1991.
- doprvaci: 2018., 2010., 2006., 1989., 1987., 1985., 1979.
- treći: 2014., 2012., 2002., 1998., 1996., 1994.